# Diletta Leotta
Giulia Diletta Leotta, cunoscută drept Diletta Leotta, (n. 16 august 1991, Catania, Italia) este o moderatoare de televiziune italiană.